# گلوبودر
گلوبودر (به صربی: Globoder) یک روستا در صربستان است که در کروشواتس واقع شده‌است. گلوبودر ۱٬۶۵۶ نفر جمعیت دارد.